# Bandera de Salt Lake City
La bandera de Salt Lake City, ciudad estadounidense y capital del estado de Utah, consta de dos barras horizontales de color azul y blanco con un lirio sego en el cantón. Fue adoptada en 2020 después de un concurso para reemplazar una bandera anterior.

## Banderas históricas
| Bandera histórica | Duración  | Descripción                                                                                             |
| ----------------- | --------- | --- |
|                   | 1969–2006 | Un fondo blanco con una representación artística de Salt Lake City en el centro.                        |
|                   | 2006–2020 | Un bicolor verde oscuro y azul con una representación artística moderna de Salt Lake City en el centro. |

## Diseño de 1854
La primera bandera de la ciudad se confeccionó en 1854 y se describió así: "...elegante estandarte de esta ciudad donde se lee "Municipality, Order, Justice, G.S.L. city.". 

## Diseño de 1963
La segunda bandera de la ciudad adoptada fue diseñada en 1963 por J. Rulon Hales, el ganador de un concurso organizado por Deseret News. La primera versión de la bandera fue hecha por estudiantes de arte de Highland High School y adoptada oficialmente para su uso el 13 de noviembre de 1969.  Incluía gaviotas, pioneros mormones, una carreta cubierta y el sol saliendo sobre las montañas Wasatch en medio de un fondo blanco.  El centro tenía la forma general de una colmena, que es un símbolo de la industria y se relaciona con la fundación de Salt Lake City y su herencia mormona. 

## Diseño de 2006
El tercer diseño de la bandera fue aprobado el 4 de octubre de 2006 por el Ayuntamiento de Salt Lake City. Rocky Anderson, el alcalde de Salt Lake City en ese momento, había patrocinado un concurso en 2004 para rediseñar la bandera. Anderson argumentó que la "antigua bandera era demasiado exclusiva y se centraba enteramente en la herencia mormona de la ciudad".
El concurso, que recibió más de 50 propuestas, no produjo ningún diseño que, a juicio del ayuntamiento, tuviera el "elemento visual simbólico que pudiera asociarse con Salt Lake City".  Luego formaron un subcomité para trabajar con la alcaldía para crear nuevos diseños para la bandera.  El diseño final fue aprobado con un margen de 4-2.

## Diseño de 2020
En mayo de 2020, el gobierno de la ciudad abrió un concurso de dos meses para rediseñar la bandera con un premio de $3,000 para la propuesta ganadora. La ciudad recibió más de 600 propuestas de diseño, de las cuales ocho finalistas fueron seleccionados en julio por el Comité de Revisión de Diseño de la Bandera para su revisión pública.    El diseño ganador, anunciado en septiembre de 2020, fue creado a través de la fusión de dos finalistas creados por Arianna Meinking y Elio Kennedy-Yoon de West High School.  El diseño presenta un lirio sego, la flor del estado de Utah, en el cantón en medio de campos horizontales de azul y blanco. Se envió al consejo municipal para su consideración con el respaldo de la alcaldesa Erin Mendenhall y se adoptó el 6 de octubre de 2020.  

## Diseños de 2025

La bandera de celebración

La bandera de pertenencia

La bandera de visibilidad

En mayo de 2025, el ayuntamiento aprobó los diseños de la alcaldesa Erin Mendenhall para tres nuevas banderas de la ciudad:
- La bandera de celebración de Sego (en inglés: Sego Celebration Flag), basada en la bandera del 19 de junio.
- La bandera de pertenencia de Sego (en inglés: Sego Belonging Flag), basada en la bandera del Progreso.
- La Bandera de Visibilidad Sego (en inglés: Sego Visibility Flag), basada en la bandera del orgullo trans.

Cada una es idéntica a su bandera original, a excepción de un lirio sego en el cantón. Las banderas fueron adoptadas en respuesta a una nueva ley estatal que restringía el uso de las banderas originales.